# Jakoten

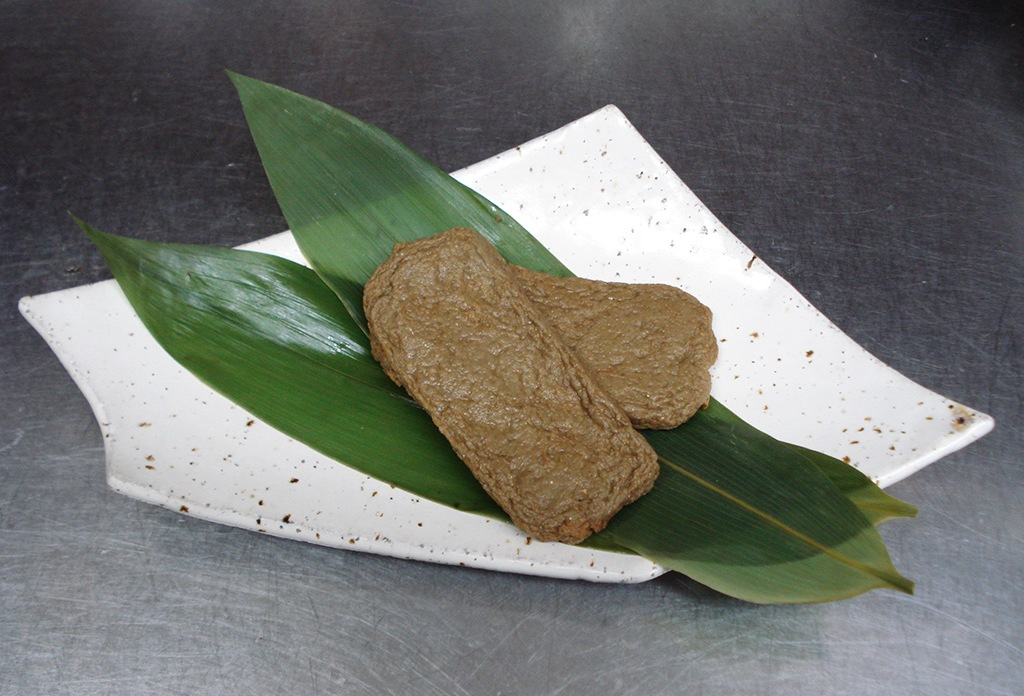
Ración de jakoten.

El jakoten (じゃこ天?) es un producto especial (meibutsu) de Uwajima, en el sur de la prefectura de Ehime. El jakoten tiene una larga historia, habiéndose consumido desde el periodo Edo. Se hace con pececillos pescados en los alrededores que se mezclan hasta obtener una pasta que entonces se fríe.

## Historia
Según el Jakoten Book, el jakoten fue inventado en 1614. Originalmente Date Hidemune hacía que sus cocineros elaborasen artesanalmente esta pasta de pescado al vapor. Hidemune fue un daimyō al que le gustaba comer pastas de pescado al vapor cuando estaba en Sendai, de forma que también quiso tomarlas en Ehime.

## Elaboración

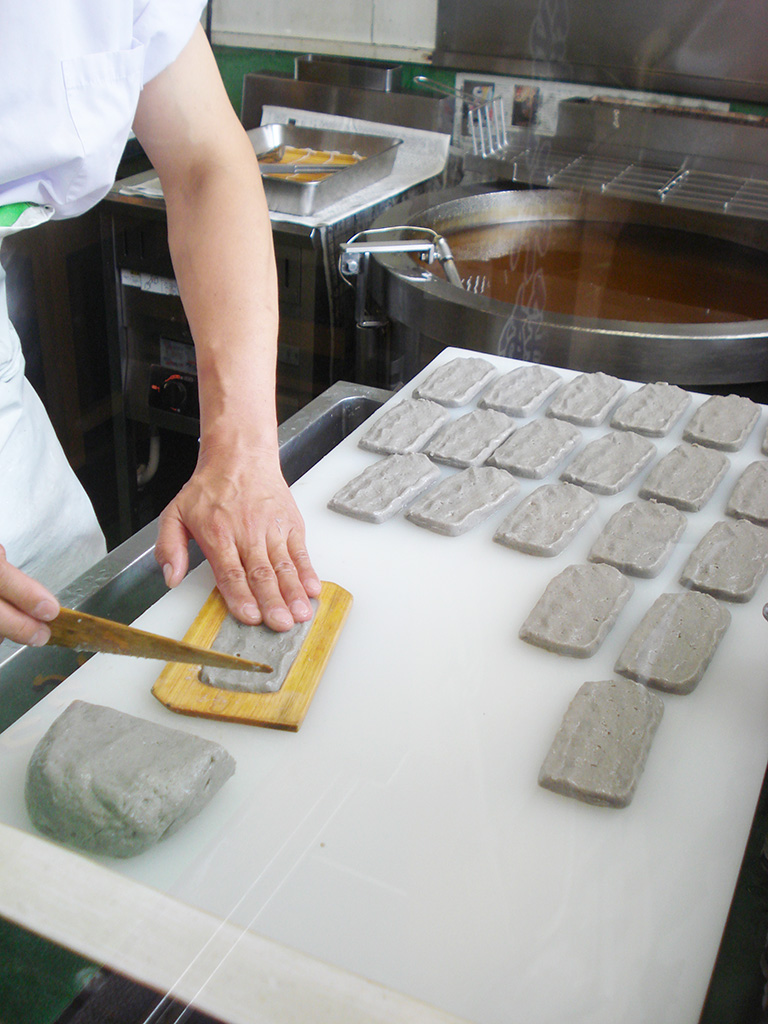
Cocinero dando forma a las porciones de jakoten.

El hotarujako (nombre del Acropoma japonicum, una especie de la familia de peces luminiscentes Acropomatidae; también llamado haranbo en Uwajima), que es pequeño pescado blanco, es bueno para elaborar jakoten.
Primero se retiran las cabezas, vísceras y escamas de los pescados. Luego se pican las partes restantes, incluyendo las espinas. Se condimenta y se muele el pescado picado hasta obtener una pasta. Entonces se le da forma de pasteles rectangulares con la ayuda de un marco de madera. Los pasteles se fríen varios minutos hasta que obtienen un color marrón.

## Consumo
Para consumirlo, el jakoten se asa a la parrilla usando una sartén o shichirin (hornillo de arcilla). Se toma con salsa de soja y daikon rallado. El jakoten se usan en nimono, udon, ensalada, etcétera, y combina bien con bebidas alcohólicas.